# Odontobrassia
× Odontobrassia, (abreviado Odbrs.) en el comercio, es un híbrido intergenérico entre los géneros de orquídeas Brassia y Odontoglossum (Brs. x Odm.).